# Гагарин, Сергей Васильевич
Сергей Васильевич Гагарин (1713 — 4 (15) мая 1782) — князь, сенатор, действительный тайный советник, шталмейстер. Строитель дворца на Страстном бульваре. Зять генерал-прокурора Павла Ягужинского.

## Биография
Родился в 1713 году в семье новгородского губернатора князя Василия Ивановича Гагарина. После смерти отца остался единственным представителем старшей из двух основных ветвей рода Гагариных. 
При дворе принцессы Анны Леопольдовны он числился камер-юнкером (с 06.04.1739). Елизаветой Петровной 10 февраля 1742 года был пожалован в камергеры и 20 марта того же года назначен состоять при голштинском герцоге Петре-Ульрихе, вскоре объявленном наследником русского престола.
В 1743 году вместе с женой был замешан в «Лопухинском деле». Молодых супругов спасло незнание немецкого языка. Хотя в их присутствии происходили крамольные разговоры мачехи Прасковьи, Анны Бестужевой, с австрийским посланником маркизом Ботта, супруги по незнанию немецкого языка их не понимали. Несмотря на отказ от уголовного преследования, родство с опальными лицами повредило карьере князя Гагарина, которая в правление Елизаветы не получила дальнейшего развития.
По вступлении на престол Екатерина II пожаловала Гагарина 2 июля 1762 г. в шталмейстеры и в том же году назначила членом комиссии о церковных имениях. 1 марта 1765 г. Гагарин был назначен сенатором, а 5 марта того же года президентом Коллегии экономии, находившейся в Москве, но занимал эту должность только год. Императрица, отдавая должное честности и усердию князя, была недовольна порядками, установившимися при нём в коллегии, и уволила от должности президента с оставлением в звании сенатора. 
В 1772 году (?) стал одним из основателей Московского английского клуба, поставив одну из шести подписей под его правилами.  
Был уволен от службы 13 марта 1773 года. Выйдя в отставку, с 1773 по 1778 год жил в Москве в роскошном доме на углу Петровки и Страстного бульвара, построенном для него М. Ф. Казаковым. Отсюда он управлял «замосковными» имениями Екатерины II: волостями Богородицкой и Бобриковской, около Тулы, и Киясовской, близ Коломны. Его сотрудником по управлению этими имениями был Андрей Болотов, который в своих записках изображает Гагарина прекрасным начальником и человеком. По просьбе старого князя Болотов занимался обустройством имения его сына в селе Никольском (см. Никольское-Гагарино).
Гагарин и сам был большой любитель садоводства и сельского хозяйства, с момента основания Вольно-Экономического общества состоял его членом. При своем московском доме (впоследствии Английский клуб и Ново-Екатерининская больница) он устроил «регулярный» сад, а в своей подмосковной завел английский и голландский рогатый скот. 
Скончался в Москве в 1782 году; был погребён в своем рязанском имении Мишине.
В отличие от Болотова, князь M. M. Щербатов отзывался о Гагарине пренебрежительно: «человек, знающий мелкую экономию приватного человека, но в прочем совершенный безбожник, презирающий всякий закон, не сделав о нём рассмотрения, глупый и трус Двора». Судя по дневнику Порошина, старый князь был частым гостем цесаревича Павла Петровича и постоянной мишенью для острот и шуток его воспитателя Н. И. Панина. Такое же отношение он встречал и при дворе Екатерины. Порошин неоднократно отмечает: «над Гагариным много смеялись», «шутили над ним», «со всем тем душа у него добрая и совесть не широкая».

## Семья
С 1738 года женат на графине Прасковье Павловне Ягужинской (1718—1775), наследнице ряда сёл и имений, включая Сергиевское (ныне город Плавск). «Старушка-княгиня показалась мне ни рыбою ни мясом… набитою одною только княжескою спесью, простиравшейся даже до того, что никогда не удостоила меня не только каким-нибудь приветствием, но ниже одним словом», — писал о ней Болотов. У супругов было шестеро сыновей и две дочери (а также множество внуков):
- Наталья Сергеевна(1740—1770)
- Анна Сергеевна (1742—1820), жена графа Н. В. Салтыкова; их дочь за графом Д. А. Гурьевым.
- Василий Сергеевич (1744—1801), разведён с Прасковьей, дочерью князя Д. Ю. Трубецкого.
- Сергей Сергеевич (1745—1798), камергер, управляющий тульскими и московскими имениями короны, женат на красавице княжне Варваре Николаевне Голицыной (1762—1802); у них сыновья Николай и Сергей.
- Павел Сергеевич (1747—1789), генерал-поручик, поэт, московский обер-комендант; женат на Татьяне Ивановне Плещеевой (1761—1800), сестре С. И. Плещеева; у них сыновья Андрей и Павел.
- Иван Сергеевич (1752—1810), масон, офицер флота; женат на княжне Марии Алексеевне Волконской; у них сыновья Сергей и Григорий.
- Пётр Сергеевич (1753— ?)
- Фёдор Сергеевич (1757—1794), полковник, женат на княжне Прасковье Юрьевне Трубецкой; у них дети Фёдор, Вера.